# Technopolis
Technopolis é uma famosa canção composta por Ryuichi Sakamoto e gravada pela banda japonesa de música eletrônica Yellow Magic Orchestra. Ela foi lançada como single em 1979, sendo a primeira música de trabalho do álbum Solid State Survivor.
A canção é considerada uma "contribuição interessante" para o desenvolvimento do gênero musical conhecido como Techno, especificamente o Detroit techno. É a ela creditada também ter cunhado o termo "techno", que em seu título foi uma homenagem a cidade de Tóquio como uma meca eletrônica, e prefigurou conceitos que Juan Atkins e Rick Davis usariam mais tarde em seu Cybotron.

## Desempenho nas Paradas Musicais
| Órgão  | Desempenho em Paradas Musicais | Ref.  |
| ------ | ------------------------------ | ----- |
| Oricon | 9a posição                     | [ 2 ] |

## Inspirações e Homenagens
A artista de Techno-pop Aira Mitsuki presta homenagem a esta faixa com seu single "Sayonara Technopolis", e seu videoclipe de "GALAXY BOY" é fortemente inspirado no de Technopolis.

## Samplers
- "Technopolis" foi sampleada na canção "Rhythm", de Robert Hood, presente no seu álbum de Minimal techno "Minimal Nation" (1994),
- "Technopolis" foi usada como sampler no álbum "Replay" (2008) da banda Electric Youth
- "Technopolis" também foi sampleada na canção "Horsepower" da banda Justice, que está presente no álbum "Audio, Video, Disco"(2011).[3]

## Covers
- Hiromitsu Agatsuma gravou um cover da canção com seu shamisen em seu álbum "Agatsuma Plays Standars", de 2008.
- O trio Depapeko, que é a junção do duo Depapepe com o Kotaro Oshio, regravou esta canção somente no violão no seu álbum PICK POP! ～J-Hits Acoustic Covers～, de 2018.[4]